# Elecciones parlamentarias de Estonia de 1999
Las elecciones parlamentarias de Estonia se celebraron el 7 de marzo de 1999. Los 101 miembros recién elegidos del 9º Riigikogu se reunieron en el castillo de Toompea en Tallin diez días después de las elecciones. Estas elecciones fueron una catástrofe para el Partido de la Coalición, que era el partido gobernante, el cual obtuvo sólo siete escaños junto con dos de sus partidos aliados más pequeños. Después de las elecciones, Mart Laar, de la Unión Pro Patria, formó un gobierno de coalición, que incluía al Partido Reformista y los Moderados. Permaneció en el cargo hasta que Laar dimitió en diciembre de 2001, después de que el Partido Reformista abandonara la misma coalición de gobierno en el municipio de Tallin, convirtiendo al líder de la oposición Edgar Savisaar en nuevo alcalde de Tallin. El Partido Reformista y el Partido del Centro de Estonia formaron entonces un gobierno de coalición con el reformista Siim Kallas como Primer ministro, que duró hasta las elecciones de 2003.

## Antecedentes

### Gabinetes de Vähi
Después de las elecciones parlamentarias de 1995, la alianza electoral formada por el Partido de la Coalición y Unión Rural (KMÜ) y el Partido del Centro formó una coalición de gobierno. El gobierno de Tiit Vähi permaneció en el poder sólo siete meses, ya que KMÜ decidió poner fin a la cooperación con el Partido del Centro debido al escándalo de la cinta en la que el líder del Partido del Centro, Edgar Savisaar, fue acusado de grabar en secreto las consultas políticas entre el Primer ministro Tiit Vähi y el presidente del Partido Reformista, Siim Kallas. Tiit Vähi y el KMÜ formaron un nuevo gobierno con el Partido Reformista. Sin embargo, el Partido Reformista había ganado apoyo entretanto hasta convertirse en el partido más popular de Estonia, provocando tensiones en el gobierno. Las relaciones entre los socios de la coalición se volvieron particularmente agudas durante las elecciones municipales de 1996.
Después de las elecciones locales, el Partido de la Coalición firmó un acuerdo de cooperación en Tallin con el Partido del Centro, dejando al Partido Reformista, que quedó primero en las elecciones, como principal oposición en Tallin. A consecuencia de ello, el Partido Reformista decidió abandonar el gobierno, lo que obligó a Tiit Vähi a continuar con un gobierno minoritario. Para ampliar el área de apoyo del gobierno, Vähi nombró ministros a varios tecnócratas independientes, el más importante de los cuales fue el nombramiento del futuro presidente Toomas Hendrik Ilves como ministro de Asuntos Exteriores.

### Escándalos
A principios de 1997, surgió un importante escándalo en torno a la privatización de varios apartamentos en el centro de Tallin. La polémica surgió cuando se supo que personalidades conocidas, entre ellas el ministro de Asuntos Exteriores, Toomas Hendrik Ilves, y la propia hija de Vähi, habían adquirido esas viviendas a precios económicos. En el momento de las transacciones, Tiit Vähi también presidía el Ayuntamiento de Tallin. Aunque Vähi sobrevivió por poco a una moción de censura en el parlamento, la creciente presión de los medios de comunicación provocó su dimisión.
Durante el escándalo de los apartamentos, para desviar la atención del escándalo, Vähi reveló que el Banco del Norte de Estonia (PEP) había prestado en 1993 10 millones de dólares a la empresa suiza Paradiso SAL. Sin embargo, después del primer pago de intereses, resultó que dicha empresa no existía y que los representantes de la empresa habían desaparecido junto con el dinero. Dado que los 10 millones de dólares fueron prestados a PEP por el Banco de Estonia, entonces dirigido por Siim Kallas, Vähi insinuó que el propio Kallas había robado esos millones. Se iniciaron procedimientos penales, a raíz de los cuales Siim Kallas fue acusado tanto de abuso de poder como de preparación para un saqueo a gran escala de bienes estatales. Sin embargo, justo antes de las elecciones de 1999, Kallas fue absuelto de todos los cargos.

### Gabinete de Mart Siimann
El KMÜ nominó a Mart Siimann, vicepresidente del Partido de Coalición, como nuevo candidato a primer ministro. Inicialmente, Siimann intentó formar un gobierno mayoritario con el Partido Reformista y el Partido del Centro, pero no tuvo éxito. Por lo tanto, el nuevo gobierno sólo incluyó al KMÜ. El gobierno contó con el apoyo del Partido del Centro en el parlamento.

### Preparativos de la coalición
En septiembre de 1997, el Partido Reformista, la Unión Pro Patria y los Moderados firmaron un acuerdo de cooperación con el que se creó el grupo parlamentario "Oposición Unida" para oponerse al populismo percibido y a la economía de izquierda del KMÜ y el Partido del Centro. En enero de 1998, el Partido Reformista propuso a la Unión Pro Patria y a los Moderados llegar a un acuerdo para formar un gobierno en caso de que los partidos lograran una mayoría parlamentaria en las próximas elecciones. A finales de 1998, los partidos firmaron el acuerdo sin ponerse de acuerdo sobre un eventual primer ministro.
Siim Kallas, presidente del Partido Reformista, quería que el líder del partido con más votos se convirtiera en primer ministro. Inicialmente, otros partidos políticos se opusieron a ello, debido a que el apoyo del Partido Reformista era mucho mayor que el de los demás signatarios del acuerdo y la reputación de Kallas quedó empañada por el escándalo de los 10 millones de dólares. Sin embargo, finalmente los partidos decidieron que el presidente del partido con más votos se convirtiera en primer ministro. La coalición creada recibió el sobrenombre de Triple Alianza.

## Sistema Electoral
Los 101 miembros del Riigikogu (Parlamento de Estonia) fueron elegidos mediante una forma de representación proporcional para un mandato de cuatro años. Los escaños se asignaron mediante un método D'Hondt modificado. El país estaba dividido en once distritos electorales de mandatos múltiples. Existe un umbral a nivel nacional del 5% para las listas de partidos, pero si el número de votos emitidos por un candidato excede o iguala la cuota simple (que se obtendrá dividiendo el número de votos válidos emitidos en el distrito electoral por el número de mandatos en el distrito) el candidato es elegido.
Las alianzas electorales ya no estaban permitidas, pero eso no impedía que un partido incluyera a miembros de otro partido en su lista.

### Escaños por distrito electoral
| Distrito electoral | Distrito electoral                                           | Escaños |
| ------------------ | ------------------------------------------------------------ | ------- |
| 1                  | Distritos de Haabersti, Põhja-Tallinn y Kristiine en Tallinn | 8       |
| 2                  | Distritos de Kesklinn, Lasnamäe y Pirita en Tallinn          | 10      |
| 3                  | Distritos de Mustamäe y Nõmme en Tallinn                     | 8       |
| 4                  | Condados de Harju (excluyendo Tallinn) y Rapla               | 12      |
| 5                  | Condados de Hiiu, Lääne y Saare                              | 7       |
| 6                  | Condado de Lääne-Viru y de Ida-Viru                          | 13      |
| 7                  | Condados de Järva y Viljandi                                 | 9       |
| 8                  | Condados de Jõgeva y Tartu (excluyendo Tartu)                | 8       |
| 9                  | Ciudad de Tartu                                              | 8       |
| 10                 | Condados de Võru, Valga y Põlva                              | 10      |
| 11                 | Condado de Pärnu                                             | 8       |

## Partidos participantes
El Comité Electoral Nacional de Estonia anunció que 12 partidos políticos y 18 candidatos individuales se habían registrado para participar en las elecciones parlamentarias de 1999. Sus números de registro y orden fueron determinados por el orden de registro.
| #  | Partido | Partido                   | Ideología                                      | Posición Política        | Líder            | Candidatos | Resultados de 1995 | Resultados de 1995 |
| #  | Partido | Partido                   | Ideología                                      | Posición Política        | Líder            | Candidatos | Votos (%)          | Escaños            |
| -- | ------- | ------------------------- | ---------------------------------------------- | ------------------------ | ---------------- | ---------- | ------------------ | ------------------ |
| 1  |         | Partido Reformista        | Liberalismo clásico                            | Centroderecha            | Siim Kallas      | 212        | 16,2%              | 19/101             |
| 2  |         | Partido del Centro        | Populismo                                      | Centroizquierda          | Edgar Savisaar   | 242        | 14,2%              | 16/101             |
| 3  |         | Partido Popular Moderado  | Socioliberalismo                               | Centro a Centroizquierda | Andres Tarand    | 303        | 6,0%               | 6/101              |
| 4  |         | Unión Pro Patria          | Conservadurismo nacional                       | Derecha                  | Mart Laar        | 178        | 7,9%               | 8/101              |
| 5  |         | Partido Popular Rural     | Agrarianismo                                   | Centro a Centroizquierda | Arnold Rüütel    | 167        | 32,2%              | 41/101             |
| 6  |         | Partido Ruso              | Política de las minorías rusas                 | Sincretico               | Nikolai Maspanov | 148        | 5,9%               | 6/101              |
| 7  |         | Asamblea de Granjeros     | Agrarianismo                                   | Centro                   | Eldur Parder     | 36         | 32,2%              | 41/101             |
| 8  |         | Partido de la Coalición   | Liberalismo económico                          | Centroderecha            | Mart Siimann     | 216        | 32,2%              | 41/101             |
| 9  |         | Partido Popular Cristiano | Democracia cristiana                           | Centroderecha            | Aldo Vinkel      | 65         | No existió         | No existió         |
| 10 |         | Partido del Progreso      | Socioliberalismo                               | Centro                   | Krista Kilvet    | 65         | No existió         | No existió         |
| 11 |         | Partido Popular Unido     | Política de los intereses nacionales de Rusia  | Centroizquierda          | Viktor Andrejev  | 172        | 5,9%               | 6/101              |
| 12 |         | Partido Azul              | Política de intereses de inteligencia cultural | Sincretico               | Jaan Laas        | 62         | 0,4%               | 0/101              |
| —  |         | Candidatos individuales   | —                                              | —                        | —                | 18         | No existió         | No existió         |

## Resultados
|                                    |                                    |         |       |         |       |
| Partido                            | Partido                            | Votos   | %     | Escaños | +/–   |
|                                    | Partido del Centro Estonio         | 113.378 | 23,41 | 28      | +12   |
|                                    | Unión Pro Patria                   | 77.917  | 16,09 | 18      | +10   |
|                                    | Partido Reformista Estonio         | 77.088  | 15,92 | 18      | –1    |
|                                    | Moderados                          | 73.630  | 15,21 | 17      | +11   |
|                                    | Partido de la Coalición Estonia    | 36.692  | 7,58  | 7       | –     |
|                                    | Partido Popular Rural Estonio      | 35.204  | 7,27  | 7       | –     |
|                                    | Partido Popular Unido Estonio      | 29.682  | 6,13  | 6       | –     |
|                                    | Partido Popular Cristiano Estonio  | 11.745  | 2,43  | 0       | Nuevo |
|                                    | Partido Ruso en Estonia            | 9.825   | 2,03  | 0       | –     |
|                                    | Partido Azul Estonio               | 7.745   | 1,60  | 0       | 0     |
|                                    | Asamblea de Granjeros              | 2.421   | 0,50  | 0       | –     |
|                                    | Partido del Progreso               | 1.854   | 0,38  | 0       | Nuevo |
|                                    | Independientes                     | 7.058   | 1,46  | 0       | 0     |
|                                    |                                    |         |       |         |       |
| Votos válidos                      | Votos válidos                      | 484.239 | 98,35 | –       | –     |
| Votos nulos/en blanco              | Votos nulos/en blanco              | 8.117   | 1,65  | –       | –     |
| Total                              | Total                              | 492.356 | 100   | 101     | 0     |
| Votantes registrados/participación | Votantes registrados/participación | 857.270 | 57,43 | –       | –     |
| Fuente: Nohlen & Stöver            |                                    |         |       |         |       |

1. ↑  La lista de los Moderados incluyó representantes del Partido Popular Estonio.
2. ↑  La lista del Partido de la Coalición Estonia incluyó miembros de la Unión Rural Estonia y del Partido de los Pensionistas y las Familias Estonias.
3. ↑  La lista del Partido Popular Unido Estonio incluyó miembros del Partido Laborista Socialdemócrata Estonio y del Partido de la Unidad Rusa.

## Fromación de gobierno
El programa de gobierno de Mart Laar fue firmado por la Unión Pro Patria, el Partido Reformista y los Moderados y el Partido Popular. Los dos últimos se fusionaron poco después, por lo que el segundo gobierno de Mart Laar es ampliamente conocido como Kolmikliit o «coalición tripartita». 
A pesar de la diferente orientación política de los partidos en el poder, la coalición se mantuvo unida hasta que Mart Laar renunció en diciembre de 2001, después de que el Partido Reformista había roto la coalición en el municipio de Tallin, lo que hizo que el líder opositor Edgar Savisaar se conivrtiese en el nuevo alcalde de Tallin. Después de la renuncia de Laar, el Partido Reformista y el Partido del Centro formaron una coalición que duró hasta las próximas elecciones parlamentarias de 2003.